# Дамен, Якобус Арнолдус Вилхелм
Якобус Арнолдус Вилхелм Дамен, Я. А. В. Дамен (нидерл. Jacobus Arnoldus Wilhelm Dahmen; 9 февраля 1871, Амстердам — 25 февраля 1931, Керк-Авезат, ныне община Бюрен) — нидерландский скрипач.
Представитель четвёртого поколения музыкантов: отец, дед и прадед Дамена были флейтистами. Окончил Амстердамскую консерваторию, ученик Франса Кунена и Виллема Кеса. На протяжении ряда лет играл в оркестре Консертгебау, некоторое время занимал пульт второго концертмейстера. Преподавал также скрипку в исполнительской школе при оркестре, играл в струнном квартете вместе с Юлиусом Рёнтгеном (младшим) и Исааком Мосселом. В 1904 г. вместе с группой музыкантов покинул оркестр в результате конфликта. Играл в альтернативном оркестре, созданном в Амстердаме, но не прижившемся.
В 1915 г. вошёл в качестве казначея в музыкальное издательство «De Nieuwe Muziekhandel», созданное Мариусом Адрианусом Брандтсом Бёйсом (младшим).